# Isiolo (stad)
Isiolo is een Keniaanse stad in de provincie Mashariki, 45 km ten noorden van de stad Meru. Het is de hoofdstad van het district Isiolo en telt 28.854 inwoners (peildatum 1999). De stad is gegroeid uit een aantal plaatselijke militaire kampen. Veel inwoners zijn nazaten van Somalische soldaten die hebben gevochten in de Eerste Wereldoorlog. Isiolo ligt aan de A2 naar Marsabit en Moyale verder in het noorden gelegen.
De stad is ook bekend om zijn grote markt en juwelen behoren tot de plaatselijke bronnen van inkomsten. Het ligt omgeving tussen zes wildparken. Samburu National Reserve, Buffalo Springs National Reserve en Shaba National Reserve liggen ten noorden van de stad en Lewa Downs Reserve ligt ten zuiden van Isiolo.

## Vervoer
In de stad ligt het Isiolo Airport dat in 2006 werd vernieuwd voor de toerisme en het lokale goederenvervoer.

## Religie
Sinds 1995 is de stad zetel van het rooms-katholiek Apostolisch vicariaat Isiolo. Op 14 juli 2005 werd op brute wijze de Italiaanse bisschop Luigi Locati doodgeschoten in zijn woonplaats Isiolo.